# 郭光復
郭光復（1561年—1616年），號一陽，順天府固安縣（今河北省固安縣）人。明朝政治人物，萬曆己丑進士，官至遼東巡撫。

## 生平
萬曆十年（1582年）壬午科順天鄉試舉人，十七年（1589年）己丑科進士，户部觀政，授戶部主事，十九年四月浙江监兑，管通州草场兼穵運，歷陞員外郎、郎中，二十二年出爲揚州府知府，二十六年升山東河道副使，二十七年升河南徐淮兵備参政，二十九年正月京察閑住。三十年六月录擒妖犯赵一平等功，复原官，调山西冀宁道右參政，三十三年九月調寧武道，三十五年加陞山西右布政使，三十六年丁憂。三十九年復除原职，四十年四月升本省左布政使。萬曆四十二年（1614年）以都察院右副都御史，巡撫遼東。次年請病乞歸，未獲准。萬曆四十四年（1616年）卒於任。朝廷特賜祭葬，贈兵部左侍郎，廕一子入國子監讀書。崇禎三年（1630年），加贈正義大夫，崇祀鄉賢祠。

## 家族
曾祖郭体亨。祖父郭维藩，誥贈中憲大夫山西布政使司右参政；祖母王氏，贈太孺人。父郭郊，诰封中憲大夫山西布政使司右参政；母张氏，封太淑人。子郭九围，初任都察院照磨，历任右府都事、中府经历、刑部四川司员外郎、贵州司郎中，升贵阳府知府，崇祀乡贤。